# Волконский, Андрей Михайлович (композитор)
Андре́й Миха́йлович Волко́нский (14 февраля 1933, Женева — 16 сентября 2008, Экс-ан-Прованс) — советский композитор, клавесинист

 и органист.

## Биография
Родился в 1933 году в Женеве в семье русских эмигрантов, представителей княжеского рода Волконских. Отец — князь Михаил Петрович Волконский, мать — Кира Георгиевна Петкевич (1911—1995).
С пяти лет начал импровизировать на фортепиано. Ребёнком играл свои импровизации Рахманинову. Учился у Дину Липатти, затем в 1944—1945 годах в Женевской консерватории у Джонни Обера. После переезда с родителями в Париж в 1946 году учился один год в Русской консерватории.
В 1947 году семья репатриировалась в Советский Союз, где родителям позволили поселиться в Тамбове. Однако Андрей временно жил в Москве, где был принят на последний курс музыкального училища при Московской консерватории, где учился у Е. И. Месснера по композиции, и В. С. Белова по фортепиано, и которое окончил в 1949 году. Вскоре переехал к родителям в Тамбов, где окончил Музыкальное училище. В 1950—1954 году учился в Московской консерватории на факультете теории музыки и композиции (класс Ю. Шапорина), но по причине неудовлетворительных оценок по курсу марксизма-ленинизма был отчислен. В 1955 году Волконский был принят в Союз композиторов СССР. В том же 1955 году, совместно с Рудольфом Баршаем, принял участие в создании Московского камерного оркестра, в котором до 1957 года играл партию клавесина и органа. С 1956 года выступал с сольными концертами как клавесинист, став одним из пионеров аутентичного исполнительства в России.
В 1962 года произведения Волконского подверглись официальному запрету в СССР и больше не исполнялись. Вследствие этого Волконский занялся исполнительской деятельностью, продолжая сочинять «в стол». В 1965 году он основал ансамбль старинной музыки «Мадригал», с которым гастролировал по всему Советскому Союзу, в 1969 году участвовал в фестивале «Пражская весна», а в 1970 году совершил гастроли по городам Восточной Германии, а также по Румынии и Польше.
В мае 1973 года Волконский эмигрировал на Запад, где поначалу жил в Женеве, в 1974 году поселился в художественном центре «Банхоф Роландсек» близ Бонна, в 1975 году переехал в Париж, а в 1977 году, став стипендиатом Берлинской программы поддержки деятелей искусств DAAD, полгода жил в Берлине, позднее, в том же 1977 году, проживал во Флоренции, но летом 1978 года снова переехал в Женеву.
В 1979—1983 годах выступал совместно со скрипачом и исполнителем на виоль д’амур Даниэлем Фрадкиным.
В 1981 году создал в Женеве ансамбль старинной музыки «Hoc Opus», в составе — Клодин Ансерме (сопрано), Джонатан Рубин (лютня), Шарин Рубин (виола да гамба), Андрей Волконский (клавесин).
В 1988 году окончательно поселился в городе Экс-ан-Прованс на юге (Франции).
Скончался 16 сентября 2008 года в Экс-ан-Провансе. Отпевание, с участием православного священника и хора из Ниццы, состоялось 21 сентября, похороны — 22 сентября. Согласно его желанию, был похоронен среди могил аристократов начала XX века, в склепе княжеского семейства Волконских на кладбище французского города Ментоны, недалеко от границы с Италией, которую очень любил.
Сын, князь Пеэтер (Пётр) Андреевич Волконский — эстонский актёр и рок-музыкант.

## Ю. Холопов о Волконском
В начале движения, преобразившего лик русской музыки второй половины нашего столетия, стояло несколько талантливых молодых композиторов. Но на острие стрелы в середине 50-х годов был Андрей Волконский.— Холопов Ю. Н. Инициатор: О жизни и музыке Андрея Волконского. // Музыка из бывшего СССР. — Сб. статей. — Выпуск 1. — М., 1994. — С. 5—23.

## Творчество

### Избранные сочинения
- Соната для фортепиано B-dur (1949)
- Фортепианное трио (1950—1951)
- Соната (Сонатина) для арфы (1951)
- Русь, кантата на текст Н. Гоголя (1952)
- Лик мира, кантата на стихи П. Элюара (1952)
- Концерт для оркестра (1953)
- Каприччио для оркестра (1953-1954)
- Фортепианный квинтет d-moll, op. 5 (1954-1955)
- Струнный квартет, op. 6 (1955)
- Соната для альта и фортепиано, op. 8 (1955-1956)
- Трио для двух труб и тромбона (1956)
- Musica stricta (fantasia ricercata) для фортепиано, op. 11 (1956-1957, посв. М. Юдиной)
- Музыка для 12 инструментов, op. 12 (1957)
- Две японские песни для хора, электронного звука и ударных (1957)
- Серенада насекомому для камерного оркестра (1958—1959)
- Сюита зеркал для сопрано и инструментального ансамбля на текст Ф. Г. Лорки (1960)
- Игра втроём (Jeux à trois), мобиль для флейты, скрипки и клавесина (1961)
- Жалобы Щазы для сопрано и камерного ансамбля на слова Щазы (1962)
- Странствующий концерт (Concerto itinérant) для сопрано, скрипки, флейты, ансамбля ударных и 26 инструментов на текст О. Хайяма (1963—1967)
- Узелки времени (Les mailles du temps) для трёх групп инструментов (1969—1970, посв. В. Сильвестрову)
- Реплика, хэппенинг для камерного ансамбля (1970)
- Мугам (Maqam) для тара и клавесина (1974)
- Lied для 4 голосов на текст из Glogauer Liederbuch (Песенника из Глогау) (1974)
- Immobile для фортепиано с оркестром (1977—1978)
- 7 духовных песнопений для трёх мужских голосов (соло или хора) (обработка русских православных литургических песнопений) (1984)
- Was noch lebt для меццо-сопрано и струнного трио на стихи И. Бобровского (1985)
- Псалом 148 для трёх голосов, органа и литавр (1989)
- Перекрёсток (Carrefour) для ансамбля (1992)

### Музыка к кинофильмам
- 1956 — Стёпа-моряк (мультипликационный)
- 1957 — Исполнение желаний (совместно с Н. Сидельниковым) (мультипликационный)
- 1958 — Тайна далёкого острова (совместно с Н. Сидельниковым) (мультипликационный)
- 1958 — Человек человеку (мюзикл)
- 1958 — Новые похождения Кота в сапогах
- 1959 — Марья-искусница
- 1959 — Косолапый друг
- 1960 — Ясхан (киноочерк; студия «Туркменфильм», реж. Л. Черенцов)[6][7]
- 1961 — Приключения Кроша
- 1963 — Три плюс два
- 1964 — Через кладбище
- 1967 — Война под крышами
- 1968 — Мёртвый сезон
- 1968 — Замки на песке (короткометражный)
- 1969 — Сыновья уходят в бой
- 1971 — Могила льва

### Музыка для радиопостановок
- «Песенка в лесу» (1954)
- «Полночь в Риме» (1956)

### Музыка для театра
- к пьесе Ж. П. Сартра «Только правда, или Жорж де Валера» (спектакль Московского театра сатиры, реж. В. Н. Плучек, 1956)
- к пьесе Б. Шоу «Святая Жанна» (спектакль Московского государственного театра имени Ленинского Комсомола, постановщик В. С. Канцель, 1958)
- к пьесе Константина Симонова «Четвёртый» (спектакль Московского театра «Современник», реж. Олег Ефремов, 1961)[8]
- к пьесе Льва Устинова и Олега Табакова «Белоснежка и семь гномов» (спектакль Московского театра «Современник», реж. О. Табаков, 1961)
- к пьесе Леонида Зорина «По московскому времени» (спектакль Московского театра «Современник», реж. О. Ефремов, 1962)
- к пьесе Эрнеста Хемингуэя «Пятая колонна» (спектакль Московского театра «Современник», реж. Григорий Лордкипанидзе, 1962)
- к пьесе Эдмона Ростана «Сирано де Бержерак» (спектакль Московского театра «Современник», реж. Игорь Кваша, 1964)[9]
- к пьесе Василия Аксёнова «Всегда в продаже» (спектакль Московского театра «Современник», реж. О. Ефремов, 1965)
- к спектаклю Дзюндзи Киноситы / Виктора Дубровского «Японские сказки» (спектакль Московского драматического театра им. К. С. Станиславского, реж. В. Миллер, 1965)[10]
- к комедии Мольера «Тартюф» (спектакль Театра на Таганке, реж. Юрий Любимов, 1968)[11]

### Музыкально-теоретический труд
- Основы темперации. Москва: Композитор, 1996. — 91 с. ISBN 5-85285-184-1; 2-е издание, исправленное и дополненное. М.: Композитор, 2003. — 64 с. ISBN 5-85285-608-8.